# Middleton Island (Alaska)

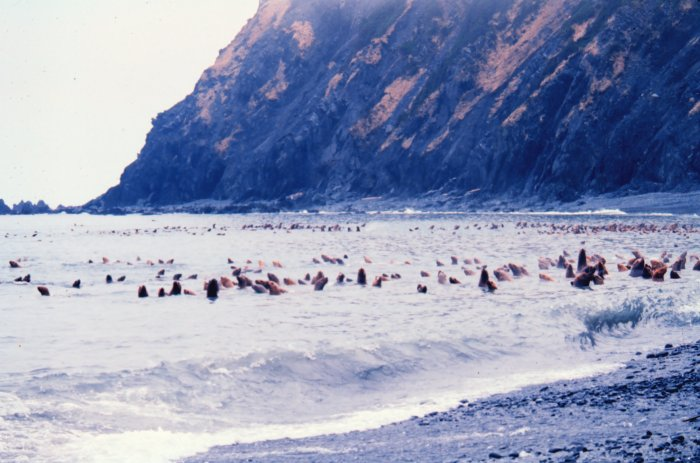
Stellersche Seelöwen vor Middleton Island, 1978

Middleton Island ist eine isolierte Insel im nördlichen Golf von Alaska. Sie gehört zum US-Bundesstaat Alaska (Valdez-Cordova Census Area) und hat eine Fläche von 13,1 km².

## Geografie
Die Insel ist etwa 8,4 km lang und 3 km breit; in ihrer Form und Orientierung ähnelt sie der neuseeländischen Südinsel. Im Süden ist sie breiter als im Norden, an der Süd- und Südwestküste gibt es acht teils sehr schmale, bis zu 600 m lange Halbinseln und dazwischen Buchten. An der Nordküste gibt es eine 600 m lange Bucht, die bei Flut überspült wird. Vor der Südostküste liegt eine etwa 500 m lange Vorinsel, vor Süd- und Südwestküste noch wenige kleinere. Das nächstgelegene Land ist Fish Island der Wooded Islands vor der Küste von Montague Island, 74 km nordwestlich. Im Ostnordosten sind es 102 km bis zur Kayak Island, das nächste Festland liegt 115 km nordnordöstlich. Der nächste Ort ist Cordova 123 km nördlich. Hinter St. Matthew Island, Buldir Island und St. Lawrence Island gehört Middleton zu den abgelegensten Inseln der 50 US-Bundesstaaten (ausgenommen Hawaii).

## Geschichte
Middleton Island entstand vor 4.300 Jahren. Bereits Chugach-Ureinwohner besuchten die Insel. Von 1958 bis 1963 wurde die Middleton Island Air Force Station, eine frühe Radarwarnstation, hier betrieben. Mittig im Nordteil liegt die Landebahn des Middleton Island Airport, außerdem gibt es einen NEXRAD-Wetterradar. Eine Straße führt über fast die gesamte Länge der Insel, vom Nordende an einer Ansammlung von fünf Häusern vorbei, am Flugplatz entlang, zur verlassenen Aircraft-Control-and-Warning-Siedlung mit sieben Gebäuden (u. a. dem größten der Insel) in der Mitte. Hier zweiteilt sie sich: eine Straße führt erst nach Südosten und dann noch zwei Kilometer nach Südwesten, eine andere zwei Kilometer nach Südwesten, an einer Ansammlung von vier Häusern vorbei. Insgesamt gibt es mindestens 17 Gebäude auf der Insel. Außerdem liegt dort das 5.000 Tonnen schwere Frachtschiff U.S.S. Coldbrook aus dem Zweiten Weltkrieg, das die Seeleute im Juni 1942 verlassen mussten. Heute ist Middleton Island unbewohnt, die Vogelforschungsstation ist saisonabhängig besetzt. Ab und zu besuchen Biologen, FAA-Personal, Vogelbeobachter, Hasenjäger und Strandgutsammler die Insel.
Beim Karfreitagsbeben 1964 wurde die Insel um über drei Meter angehoben, dabei wurde viel neues, bei Flut überspültes steiniges Land kreiert. Die angehobenen Klippen erodieren und überwuchern mit der Zeit, was klippennestende Vogelarten gefährdet; außerdem gibt es ab und zu Erdrutsche. Vom National Park Service wurde sie als Registered Natural Landmark ausgezeichnet, eine Designation als Important Bird Area ist geplant.

## Fauna und Nutzung
Middleton Island ist von flacher Vegetation (hauptsächlich Gras) bewachsen, es gibt viel flachen oder leicht geneigten Kies- und Sandstrand. Es wurden 116 Pflanzenarten gezählt. Die Insel ist Aufenthaltsort vieler Zugvögel; von 130 beobachteten Arten brüten hier 20, etwa Nashornalken, Meerscharben, Dreizehenmöwen (früher eine der größten Kolonien weltweit), Trottellummen und Dickschnabellummen. Zusätzlich gibt es die größte Kolonie von Klippenausternfischern der Pazifikküste und einen von wenigen insularen Kanadagans-Beständen. Seit 1976 werden die Vogelpopulationen genau überwacht. Die einzigen einheimischen Säugetiere sind Stellersche Seelöwen und Kalifornische Seelöwen. Von 1890 bis in die 1930er Jahre wurde eine Fuchsfarm betrieben; 1954 wurden vier Kaninchen auf die Insel gebracht, die sich seitdem vermehrt haben.

## Name
Benannt wurde Middleton Island 1794 von George Vancouver nach dem Konteradmiral und staatlichen Kontrolleur der Marine, Charles Middleton, 1. Baron Barham. Früher hieß die Insel Hijosa oder Galiano, Inuit nannten sie Achakoo. Der russische Kapitän Tewenkow von der kaiserlichen Marine nannte die Insel Ostrow Ochek.